# Maria Saccenti
Maria Saccenti, nata D'Antoni (La Spezia, 25 dicembre 1903 – Gerusalemme, 6 febbraio 1994 ...), è stata una doppiatrice italiana.

## Biografia
Maria D'Antoni iniziò la sua carriera da bambina come attrice teatrale drammatica, lavorando per la compagnia Renzi-Gabrielli nel 1913, per la compagnia di Gemma D'Amora nel 1920 e per quella del Teatro del Popolo di Milano l'anno successivo. Nei primi anni trenta fece invece parte della compagnia di Annibale Ninchi insieme all'attore e doppiatore Giovanni Saccenti, del quale divenne moglie assumendone il cognome. Nel decennio successivo iniziò a lavorare come doppiatrice, entrando a far parte della C.D.C. (successivamente C.D.) in cui rimase fino al termine della sua carriera agli inizi degli anni ottanta. Non ricoprì mai ruoli da protagonista, venendo invece impiegata come caratterista e distinguendosi come doppiatrice principale di Hattie McDaniel e Marjorie Main. Oltre che a teatro, recitò occasionalmente anche al cinema e, a metà degli anni cinquanta, in radio.

## Doppiaggio

### Live action
- Hattie McDaniel in Via col vento, I racconti dello zio Tom (entrambi i doppiaggi), La storia del generale Custer, In questa nostra vita, Preferisco mio marito, Ossessione del passato, Primo amore (ridoppiaggio)
- Marjorie Main in Donne, Jack il bucaniere, I milionari a New York, 12 metri d'amore, La legge del Signore, I milionari, Peccatrici folli
- Charlotte Greenwood in Nebbia sulla Manica, Oklahoma!, Sesso debole?
- Marietta Canty in Il bruto e la bella, Gioventù bruciata, Rodolfo Valentino
- Connie Gilchrist in La signora mia zia, La corsara, L'uomo dal vestito grigio
- Elizabeth Patterson in La ribelle del Sud, Ancora insieme, I conquistatori dell'Oregon
- Hope Emerson in I corsari della strada, Il mio bacio ti perderà
- Edna Holland in All'inferno e ritorno, Il giglio nero
- Maryse Martin in La pila della Peppa, Intrigo a Parigi
- Louise Beavers in La casa dei nostri sogni, Ritorna l'amore
- Virginia Brissac in Dietro la porta chiusa, La sete del potere
- Dorothy Neumann in Amanti latini, La gioia della vita
- Esther Somers in La gente mormora, Primavera di sole
- Martha Wentworth in La giungla umana, Il mio uomo
- Margaret Hamilton in Rapina record a New York
- Jane Darwell in Mary Poppins
- Thelma Ritter in Eva contro Eva
- Ella Fitzgerald in Tempo di furore
- Olive Carey in Sentieri selvaggi
- Luce Marquand in Ultimo tango a Parigi
- Ruby Dandridge in Solo chi cade può risorgere
- Lilian Fontaine in Il segreto del medaglione
- Irene Rich in L'ultima conquista
- Flora Robson in La voce nella tempesta
- Dorothy Gish in Bellezze rivali
- May Hallatt in Tavole separate
- Esther Dale in Non voglio perderti
- Beatrix Lehmann in La chiave
- Cathleen Nesbitt in L'amante sconosciuto
- Marjorie Crossland in Prima colpa
- Lucy Landau in Quel certo non so che
- Barbara Pepper in Baciami, stupido
- Norma Varden in La regina vergine
- Dorothy Adams in Il grande paese
- Marjorie Bennett in Che fine ha fatto Baby Jane?
- Jean Adair in Arsenico e vecchi merletti
- Juanita Moore in Trinidad
- Clara Reid in A ciascuno il suo destino
- Vera Drudi in Alla mia cara mamma nel giorno del suo compleanno
- Madame Sul-Te-Wan in L'incendio di Chicago
- Polly Moran in La costola di Adamo
- Ada Colangeli in Lo scocciatore (Via Padova 46)
- May Robson in Se avessi un milione
- Adda Gleason in Le catene della colpa
- Minerva Urecal in Abbandonata in viaggio di nozze
- Barbara Cavan in Elena di Troia
- Pupella Maggio in Il Passatore
- Aminta Dyne in Per te ho ucciso
- Beatrice Varley in Adamo ed Evelina
- Florence Bates in Il ritratto di Jennie
- Laure Paillette in Asfalto che scotta
- Nancy Kulp in Dove vai sono guai!
- Pâquerette in French Cancan
- Dorothy Sinclair in L'uomo della Mancha
- Julia Caba Alba in La mina
- Palmyre Levasseur in Eliana e gli uomini
- Suzy Willy in La grande razzia
- Ann Way in Champagne per due dopo il funerale
- Julienne Paroli in I miserabili
- Jean Taylor Smith in Quattro in medicina
- Margaret Brewster in Bagliori ad Oriente
- Pina Gallini in Gente felice
- Belle Mitchell in La baia dell'inferno
- Jane Marken in Tutto finisce all'alba
- Rosa Turich in I conquistatori della Sirte
- Blanche Yurka in I figli dei moschettieri
- Caryl Lincoln in Passione di zingara
- Mary Treen in Ancora e sempre
- Jean Inness in La casa del corvo
- Elspeth Dudgeon in Il covo dei contrabbandieri
- Emma Dunn in La dama e il cowboy
- Mary Gordon in Figlio, figlio mio!
- Kathleen Freeman in La giostra umana
- Helene Hatch in L'imprendibile signor 880
- Rossana San Marco in Il ladro
- Urylee Leonardos in Non siate tristi per me
- Ruby Goodwin in L'ora del delitto
- Minna Gombell in Una pallottola per Roy
- Reta Shaw in Picnic
- Sara Allgood in La porta proibita
- Carol Veazie in Pranzo di nozze
- Isabelle Randolph in Quel meraviglioso desiderio
- Dorrit Kelton in La rosa tatuata
- Liselotte Goettinger in Scuola di spie
- Ruth Donnelly in Il segreto del lago
- Virginia Farmer in La sete dell'oro
- Celia Lovsky in La superba creola
- Myra Marsh in La tela del ragno
- Amanda Randolph in Uomo bianco, tu vivrai!
- Sara Haden in Il vagabondo della foresta
- Madeleine Taylor Holmes in Vento di tempesta
- Freda Jackson in Verso la città del terrore
- Rosa Valetti in M - Il mostro di Düsseldorf
- Geraldine Wall in Se mia moglie lo sapesse
- Rita Livesi in Fra' Manisco cerca guai...
- Mila Dimitrova in Galileo
- Magda Maldini in Ogni giorno è domenica
- Ottola Nesmith in Mi chiamo Giulia Ross
- Raymone in Turno di notte
- Sylvie in Fascicolo nero
- Tilla Durieux in Resurrezione
- Amina Pirani Maggi in L'angelo bianco
- Cecil Weston in Lo sceriffo senza pistola
- Bonne Lubega in Orzowei, il figlio della savana
- Lucille La Verne in Piccolo Cesare

### Animazione
- Negra alla fonte magica ne La rosa di Bagdad
- Svicolo ne Le avventure di Peter Pan
- Zia Sara in Lilli e il vagabondo (doppiaggio originale)
- Sguattera ne La spada nella roccia
- Madre superiora ne Il nano e la strega

## Prosa radiofonica Rai
- Donne brutte, regia di Pietro Masserano Taricco (1954)[7]
- Ma non è una cosa seria, regia di Anton Giulio Majano (1955)[8]
- Anche il più furbo ci può cascare, regia di Pietro Masserano Taricco (1955)[9]
- Un padre saggio, regia di Dante Raiteri (1955)[10]
- L'ombra e la sostanza, regia di Pietro Masserano Taricco (1955)[11]

## Filmografia
- Il torrente, regia di Marco Elter (1938)
- Un maledetto imbroglio, regia di Pietro Germi (1959)

## Teatro
- Donne, di Clare Boothe Luce, regia di Lamberto Picasso. Teatro Valle di Roma (1944)[12]
- L'allegra verità, di Noël Coward, regia di Pietro Sharoff. Compagnia Ruffini-Bagni, Teatro delle Arti di Roma (1948)[13]